# MWSS-174
Le Marine Wing Support Squadron 174 (ou MWSS-174) est une unité de soutien au sol de l'aviation du Corps des Marines des États-Unis. Connus sous le nom de "Gryphons", l'escadron est basé au Marine Corps Air Station Kaneohe Bay ,(Hawaï). L'escadron fait partie du Marine Aircraft Group 24 (MAG-24) et de la 1st Marine Aircraft Wing

## Mission
Fournir un soutien au sol pour l'aviation de l'US Marine Corps dans les installations aériennes expéditionnaires et des points d'armement et de ravitaillement avancés pour permettre aux éléments d'un groupe naval aérien et aux éléments de soutien ou attachés du groupe de contrôle aérien maritime (MACG) de mener des opérations expéditionnaires.

## Historique
Le Marine Wing Support Squadron 174 a été initialement mis en service en 1988 à la Marine Corps Air Station Kaneohe Bay, à Hawaï. L'escadron a soutenu les opérations dans toute la région du golfe Persique et du Pacifique jusqu'à sa mise hors service le 8 septembre 1994.[1]
Le 8 novembre 2021, le Marine Wing Support Detachment 24 a été renommé Marine Wing Support Squadron 174 dans le cadre de l'initiative Marine Corps Force Design 2030.